# Trimalaconothrus yunnanensis
Trimalaconothrus yunnanensis är en kvalsterart som beskrevs av Yamamoto och Aoki 1998. Trimalaconothrus yunnanensis ingår i släktet Trimalaconothrus och familjen Malaconothridae. Inga underarter finns listade i Catalogue of Life.